# 半去勢
半去勢（はんきょせい）とは、一部の民族の間で行われていた、片方の睾丸のみ切除する儀式。

## 概要
この儀式では、男性の成人への通過儀礼として、2個ある睾丸のうち、片方のみ切除する。英語ではsemicastration（直訳すれば「準去勢」）。ただしこれは、睾丸の腫瘍などの医学的理由で行われる切除手術も含む用語である。
この通過儀礼を行っていた民族としては、ミクロネシア連邦のポンペイ島のカナカ族、南アフリカ共和国やナミビアに住むホッテントット族などが知られている。なお、オーストラリア原住民のアボリジニーがこの儀式を行っていたと記した英語の文献もあるが、これは尿道割礼を誤解したものと思われる。
この儀式は男の子が概ね10歳になる前後に行われた。儀式の由来ははっきりしないが、ホッテントット族の場合は双生児が生まれるのを忌み嫌った（睾丸が2つあるのが双生児が生まれる原因と誤解した）ためとも伝えられている。